# Каліно (Польща)
Каліно (пол. Kalino) — село в Польщі, у гміні Жґув Лодзький-Східного повіту Лодзинського воєводства.
Населення — 345 осіб (2011).

## Демографія
Демографічна структура станом на 31 березня 2011 року:
|          | Загалом | Допрацездатний вік | Працездатний вік | Постпрацездатний вік |
| -------- | ------- | ------------------ | ---------------- | -------------------- |
| Чоловіки | 176     | 47                 | 109              | 20                   |
| Жінки    | 169     | 31                 | 111              | 27                   |
| Разом    | 345     | 78                 | 220              | 47                   |